# Aplysiidae
Aplysiidae Lamarck, 1809 è una famiglia di molluschi gasteropodi, unica famiglia della superfamiglia Aplysioidea.

## Tassonomia
La famiglia comprende i seguenti generi:
- Aplysia Linnaeus, 1767
- Bursatella Blainville, 1817
- Dolabella Lamarck, 1801
- Dolabrifera Gray, 1847
- Floribella Woodring, 1970 †
- Limondinia Valdés & Lozouet, 2000 †
- Notarchus Cuvier, 1816
- Paraplysia Pilsbry, 1895
- Petalifera Gray, 1847
- Phycophila A. Adams, 1861
- Phyllaplysia P. Fischer, 1872
- Stylocheilus Gould, 1852
- Syphonota H. Adams & A. Adams, 1854